# Partit Popular de Castella - la Manxa
El Partit Popular de Castella - la Manxa (PP-CLM) és la delegació castellanomanxega del Partit Popular. El seu actual president és Francisco Núñez.
Va governar per primera vegada en la seva història a Castella - la Manxa entre 2011 i 2015. El 2015 va tornar a guanyar les eleccions autonòmiques, però un pacte entre forces d'esquerres va impedir la seva continuïtat en el govern.

## Història
El 14 de juny de 2006 va ser elegida presidenta del Partit Popular de Castella - la Manxa María Dolores de Cospedal, amb qui el partit va arribar per primera vegada a la presidència de la comunitat autònoma a les eleccions autonòmiques de 2011, en què va obtenir majoria absoluta. En les eleccions autonòmiques de 2015 el PP de Castella - la Manxa presidit per Cospedal va tornar a guanyar els comicis, però un pacte entre PSOE i Podem donar el govern al primer, posteriorment compartit entre les dues formacions.
El 27 de setembre de 2018 Francisco Núñez va guanyar les primàries del Partit Popular de Castella - la Manxa, convertint-se en el president del partit en el congrés extraordinari celebrat el 7 d'octubre.

## Presidents
| Nom                       | Mandat     |
| ------------------------- | ---------- |
| José Lara                 | 1983-1985  |
| Arturo García Tizón       | 1985-1989  |
| José Manuel Molina        | 1989-1996  |
| Agustín Conde             | 1996-2002  |
| José Manuel Molina        | 2002-2006  |
| María Dolores de Cospedal | 2006-2018  |
| Paco Núñez                | desde 2018 |

## Resultats electorals

### Eleccions autonòmiques
| Any  | Candidat                  | Vots    | %      | Escons  | +/- | Govern   |
| ---- | ------------------------- | ------- | ------ | ------- | --- | -------- |
| 1983 | José Lara (AP)            | 364676  | 41,19% | 21 / 44 |     | Oposició |
| 1987 | Arturo García Tizón (AP)  | 319978  | 34,41% | 18 / 47 | 3   | Oposició |
| 1991 | José Manuel Molina        | 336642  | 36,21% | 19 / 47 | 1   | Oposició |
| 1995 | José Manuel Molina        | 469127  | 44,77% | 22 / 47 | 3   | Oposició |
| 1999 | Agustín Conde             | 424531  | 40,40% | 21 / 47 | 1   | Oposició |
| 2003 | Adolfo Suárez Illana      | 402047  | 37,16% | 18 / 47 | 3   | Oposició |
| 2007 | María Dolores de Cospedal | 467319  | 42,39% | 21 / 47 | 3   | Oposició |
| 2011 | María Dolores de Cospedal | 564954  | 48,92% | 25 / 49 | 4   | Majoria  |
| 2015 | María Dolores de Cospedal | 410886  | 37,49% | 16 / 33 | 9   | Oposició |
| 2019 | Paco Núñez                | 308184  | 28,53% | 10 / 33 | 6   | Oposició |
| 2023 | Paco Núñez                | 401 155 | 35,65% | 12 / 33 | 2   | Oposició |

### Eleccions generals
| Any       | Vots    | %      | Escons  |
| --------- | ------- | ------ | ------- |
| 1977      | 114498  | 12,86% | 1 / 21  |
| 1979      | 50620   | 5,76%  | 0 / 21  |
| 1982      | 308969  | 31,25% | 8 / 21  |
| 1986      | 333322  | 34,81% | 8 / 20  |
| 1989      | 328714  | 33,76% | 8 / 20  |
| 1993      | 463295  | 43,03% | 10 / 20 |
| 1996      | 534983  | 47,18% | 11 / 20 |
| 2000      | 563203  | 52,36% | 12 / 20 |
| 2004      | 547764  | 47,4%  | 11 / 20 |
| 2008      | 597088  | 49,36% | 12 / 21 |
| 2011      | 654546  | 55,81% | 14 / 21 |
| 2015      | 446235  | 38,14% | 10 / 21 |
| 2016      | 475911  | 42,73% | 12 / 21 |
| 2019 (I)  | 269125  | 22,66% | 6 / 21  |
| 2019 (II) | 292212  | 26,87% | 7 / 21  |
| 2023      | 445.991 | 38,91% | 10 / 21 |